# Potamyia dryope
Potamyia dryope är en nattsländeart som beskrevs av Malicky och Thani in Malicky 2000. Potamyia dryope ingår i släktet Potamyia och familjen ryssjenattsländor. Inga underarter finns listade i Catalogue of Life.